# Herdenkingsmunt troonswisseling Nederland 1980

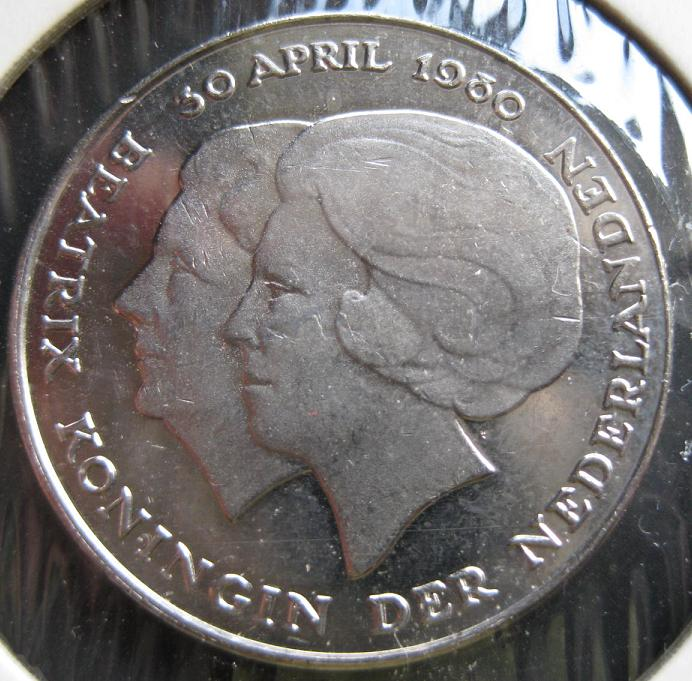
Rijksdaalder met voor koningin Beatrix en achter haar prinses Juliana.

De dubbelkop of dubbele kop uit 1980 is een Nederlandse herdenkingsmunt geslagen ter ere van de troonswisseling van 1980. De munt is in twee nominale waardes geslagen, te weten: 1 gulden en 2,50 gulden. De beide munten zijn ontworpen door Katinka Bruyn-van Rood.
De originele munten, dus geen reproducties, werden in februari 2013 uitgegeven in zogenoemde coincards.

## Kopzijde
Op de kopzijde staan het nieuwe en het oude staatshoofd afgebeeld. Koningin Beatrix staat vooraan omdat zij het nieuwe staatshoofd is, prinses Juliana staat achter haar dochter afgebeeld symboliserend dat zij het vertrekkende staatshoofd is. Op de munt staan de twee afgebeeld in de kijkrichting die voor koningin Beatrix gebruikt werd: naar links.

## Muntzijde
Op de muntzijde staat het schild van het wapen van Nederland. Dit ontwerp is veranderd ten opzichte van het wapen op de munten die gebruikt werden ten tijde van koningin Juliana. In plaats van 2½ aan de linkerzijde van het schild en gulden aan de rechterzijde van het schild, met daaronder Nederland, staat er op de dubbelkop Nederland 2 ½ gulden onder het schild.

## Details
De volgende gegevens zijn over de munten bekend:
|           | Gulden   | Rijksdaalder |
| --------- | -------- | ------------ |
| Metaal:   | nikkel   | nikkel       |
| Gewicht:  | 6,0 gram | 10,0 gram    |
| Diameter: | 25 mm    | 29 mm        |

Gulden herdenkingsmunten:

Dubbelkop 1980 · Unie van Utrecht · Voetbalvijfje

Nederlandse euro-herdenkingsmunten:

herdenkingsmunten van € 2: Erasmusmunt · Dubbelkop Beatrix-Willem-Alexander · 200 jaar koninkrijk

meerwaardeherdenkingsmunten:

Zilveren vijfjes: Vincent van Gogh Vijfje · Europamunt · Koninkrijksmunt · Vredes Vijfje · Belasting Vijfje · Australië Vijfje · Rembrandt Vijfje · Michiel de Ruyter Vijfje · Architectuur Vijfje · Manhattan Vijfje · Japan Vijfje · Max Havelaar Vijfje · Waterland Vijfje · Schilderkunst Vijfje · Muntgebouw Vijfje · WNF Vijfje · Tulpen Vijfje · Beeldhouwkunst Vijfje · Grachtengordel Vijfje · Vrede van Utrecht Vijfje · Rietveld Vijfje · Vredespaleis Vijfje · De Nederlandsche Bank Vijfje · Van Nelle Vijfje · Waterloo Vijfje · Wadden Vijfje · Jheronimus Bosch Vijfje · Stelling van Amsterdam Vijfje · Johan Cruijff Vijfje · Fanny Blankers-Koen Vijfje · Schokland Vijfje · Wageningen Universiteit Vijfje · Luchtvaart Vijfje · Beemster Vijfje · Market Garden Vijfje · Jaap Eden Vijfje

Zilveren tientjes: Huwelijksmunt · Geboortemunt · Jubileummunt · Koningstientje · Verjaardagstientje
Caribisch Nederland: BES-dollar (2011, 2013)